# شیبوشی، کاگوشیما
شیبوشی در استان کاگوشیما در کشور ژاپن واقع شده‌است که دارای جمعیت ۳۴٬۱۰۵ نفر و مساحت ۲۸۹٫۹۳ کیلومتر مربع با تراکم جمعیت ۱۱۸ نفر در کیلومترمربع است و در تاریخ ۱ ژانویه ۲۰۰۶ به عنوان شهر شناخته شد.